# Senèdes
Senèdes is een gemeente en plaats in het Zwitserse kanton Fribourg, en maakt deel uit van het district Saane/Sarine.
Senèdes telt 116 inwoners.